# Марк Форстър (певец)
Марк Форстър е немски певец и автор на песни.

## Детство
Марк Форстър е роден на 11 януари 1983 г. в Кайзерслаутерн като Марк Цвертня. Има смесен немски и полски произход. Майка му е полякиня, а баща му е германец. Израства във Винвайлер, близо до Кайзерслаутерн. По-късно се премества в Берлин, където развива кариера като певец, автор на песни, пианист и композитор.

## Кариера
Първият сингъл на Форстър, „Auf dem Weg“, излиза през май 2012. Дебютният му албум излиза през юни 2012 г.
Марк Форстър говори полски освен немски. Запазената му марка е бейзболната шапка, без която той не се появява публично. В интервютата той оправдава това с продължаващата загуба на коса. Той е отличен поддръжник на 1-ви ФК Кайзерслаутерн.

## Личен живот
През декември 2020 г. Форстър сключва брак с певицата Лена Майер-Ландрут на тайна церемония. През февруари 2021 г. се ражда първото им дете, момче.

## Песни
- Au revoir (2014)